# Canton de Guillestre
Le canton de Guillestre est une circonscription électorale française située dans le département des Hautes-Alpes et la région Provence-Alpes-Côte d'Azur.
À la suite du redécoupage cantonal de 2014, les limites territoriales du canton sont remaniées. Le nombre de communes du canton passe de 9 à 16.

## Histoire
À la suite d'un décret du 20 février 2014, le canton a été modifié à la suite des Élections départementales de 2015. Les nouvelles communes sont celles du Canton d'Aiguilles.

## Géographie
Ce canton est organisé autour de Guillestre dans l'arrondissement de Briançon. Son altitude varie de 858 m (Saint-Clément-sur-Durance) à 3 381 m (Ceillac) pour une altitude moyenne de 1 315 m.

## Représentation

### Conseillers généraux de 1833 à 2015
| Période | Période      | Identité                      | Étiquette                | Qualité |
| ------- | ------------ | ----------------------------- | ------------------------ | --- |
| 1833    | 1880         | Benoît Berthelot (1792-1883), | Droite                   | Négociant, propriétaire - Maire de Guillestre                                                                                                  |
| 1880    | 1886         | Georges Guiffrey              | Républicain (Gauche)     | Avocat Sénateur (1879-1887) |
| 1886    | 1892         | Auguste Bouchié de Belte      | Gauche libérale          | Avocat au Conseil d'État, à Paris |
| 1892    | 1898         | Émile Flourens                | Républicain              | Avocat, Maître des Requêtes au Conseil d'État Député des Hautes-Alpes (1888-1898) Député de la Seine (1902-1906)                               |
| 1898    | 1905 (décès) | Julien Guillaume              | Républicain              | Médecin à Abriès, maire de Guillestre |
| 1905    | 1910         | Eugène Audouy                 | Républicain Libéral      | Propriétaire à Guillestre et à Marseille |
| 1910    | 1922         | Louis Soulié                  | Républicain              | Journaliste et imprimeur |
| 1922    | 1928         | Charles Jourdan               | Républicain progressiste | Agent général d'assurances à Guillestre, conseiller d'arrondissement                                                                           |
| 1928    | 1940         | Maurice Petsche               | RG                       | Auditeur à la Cour des comptes Député (1925-1942) Secrétaire d'État (1929-1930 et 1931-1932)                                                   |
|         |              |                               |                          | |
| 1942    | 1945         | Dorville Dyen (1881-1954)     | RG                       | Ancien lieutenant au centre de mobilisation du Génie, notaire à Guillestre, conseiller d'arrondissement Nommé conseiller départemental en 1942 |
|         |              |                               |                          | |
| 1945    | 1951 (décès) | Maurice Petsche               | DVD                      | Député (1925-1942 et 1946-1951) Secrétaire d'État (1929-1930 et 1931-1932) Ministre (1949-1951)                                                |
| 1951    | 1986 (décès) | M. François-Marie Bénard      | UDSR puis DVG            | Chef de cabinet de Maurice Petsche Député (1951-1958 et 1962-1967) Maire de Vars (1958-1986) Ancien Sous-Secrétaire d'État (1957)              |
| 1986    | 2001         | Gilbert Domény                | RPR                      | Chef d'entreprise Maire d'Eygliers |
| 2001    | 2015         | Marcel Cannat                 | DVD                      | Electrotechnicien Maire de Réotier Vice-Président du Conseil Général                                                                           |

### Conseillers d'arrondissement (de 1833 à 1940)
- Le canton de Guillestre avait deux conseillers d'arrondissement.
- Il faisait partie de l'arrondissement d'Embrun jusqu'en 1926.

| Période                                  | Période          | Identité                                     | Étiquette                | Qualité |
| ---------------------------------------- | ---------------- | -------------------------------------------- | ------------------------ | --- |
| 1833                                     | 1839             | Jacques Louis Court (1778-1863)              |                          | Cultivateur et négociant à Guillestre                                                                       |
| 1833                                     | 1845             | Jean Paul Curnier (de) Lavalette (1775-1854) |                          | Ancien contrôleur ambulant des droits réunis, propriétaire à Guillestre                                     |
| 1845                                     | 1848             | Jean-Baptiste Baptiste (1801-1879)           |                          | Cultivateur, juge de paix à Guillestre                                                                      |
| 1845                                     | 1848             | M. Court                                     |                          | |
|                                          |                  |                                              |                          | |
|                                          | 1890 (démission) | Adrien Palluel                               |                          | Maire de Guillestre                                                                                         |
|                                          |                  |                                              |                          | |
| av.1896                                  |                  | Julien Hippolyte Guillaume (1856-1905)       |                          | Docteur en médecine à Guillestre                                                                            |
|                                          |                  |                                              |                          | |
| 1907                                     | 1913             | Victor Bonardel-Argenty                      |                          | Notaire à Eygliers                                                                                          |
| 1913                                     | 1922             | Charles Jourdan                              | Républicain progressiste | Agent général d'assurances à Guillestre                                                                     |
| 1913                                     |                  | Théodore-Louis-Clément Anthoine              | Républicain progressiste | Médecin à Guillestre                                                                                        |
|                                          |                  |                                              |                          | |
| 1919                                     | 1940             | Jean-Baptiste Domény                         |                          | Agriculteur à Réotier, maire de Guillestre puis de Réotier                                                  |
| 1919                                     | 1940             | Dorville Dyen                                | RG                       | Ancien lieutenant au centre de mobilisation du Génie, notaire à Guillestre                                  |
| 1940                                     |                  |                                              |                          | Les conseils d'arrondissement ont été suspendus par la loi du 12 octobre 1940 et n'ont jamais été réactivés |
| Les données manquantes sont à compléter. |                  |                                              |                          | |

### Conseillers départementaux depuis 2015
| Période élective | Période élective | Mandat | Mandat   | Identité               | Nuance | Nuance | Qualité |
| ---------------- | ---------------- | ------ | -------- | ---------------------- | ------ | ------ | --- |
| 2015             | 2021             | 2015   | 2021     | Marcel Cannat          |        | DVD    | Electrotechnicien Maire de Réotier (2001-) 3e vice-président, chargé des routes, des transports, des bâtiments, des affaires militaires et de la sécurité |
| 2015             | 2021             | 2015   | 2021     | Valérie Garcin         |        | DVD    | Chargée de communication Première adjointe au maire de Molines-en-Queyras (2014-2020)                                                                     |
| 2021             | 2028             | 2021   | en cours | Marcel Cannat          |        | DVD    | Electrotechnicien Maire de Réotier (2001-) 4e vice-président du conseil départemental                                                                     |
| 2021             | 2028             | 2021   | en cours | Valérie Garcin-Eyméoud |        | DVD    | Chargée de communication Maire de Molines-en-Queyras (2020-)                                                                                              |

Lors des élections départementales de 2015, le binôme composé de Marcel Cannat, conseiller général sortant, et Valérie Garcin (DVD), seul binôme en lice, est élu au premier tour avec 100 % des voix. Le taux de participation est de 45,8 % (3 152 votants sur 6 882 inscrits) contre 54,61 % au niveau départemental et 50,17 % au niveau national.
Lors des élections départementales de 2021, le binôme composé de Marcel Cannat et Valérie Garcin-Eyméoud (DVD) l'emporte dès le premier tour avec 85,99% des suffrages face au binôme représentant le Rassemblement national.

## Composition

### Composition avant 2015
Le canton de Guillestre regroupait neuf communes.
| Nom                       | Code Insee | Codepostal | Superficie (km2) | Population (dernière pop. légale) | Densité (hab./km2) |
| ------------------------- | ---------- | ---------- | ---------------- | --------------------------------- | ------------------ |
| Guillestre (chef-lieu)    | 05065      | 05600      | 51,29            | 2 367 (2012)                      | 46                 |
| Ceillac                   | 05026      | 05600      | 96,05            | 298 (2012)                        | 3,1                |
| Eygliers                  | 05052      | 05600      | 30,04            | 750 (2012)                        | 25                 |
| Mont-Dauphin              | 05082      | 05600      | 0,58             | 151 (2012)                        | 260                |
| Réotier                   | 05116      | 05600      | 22,33            | 207 (2012)                        | 9,3                |
| Risoul                    | 05119      | 05600      | 30,34            | 665 (2012)                        | 22                 |
| Saint-Clément-sur-Durance | 05134      | 05600      | 25,06            | 295 (2012)                        | 12                 |
| Saint-Crépin              | 05136      | 05600      | 46,30            | 653 (2012)                        | 14                 |
| Vars                      | 05177      | 05560      | 92,20            | 706 (2012)                        | 7,7                |

### Composition depuis 2015
Le nouveau canton de Guillestre regroupe seize communes.
À la suite de la fusion, au 1er janvier 2019, de Abriès et de Ristolas pour former la commune de Abriès-Ristolas, le nombre de communes descend à 15.
| Nom                                | Code Insee | Intercommunalité                 | Superficie (km2) | Population (dernière pop. légale) | Densité (hab./km2) | Modifier                                    |
| ---------------------------------- | ---------- | -------------------------------- | ---------------- | --------------------------------- | ------------------ | ------------------------------------------- |
| Guillestre (bureau centralisateur) | 05065      | CC du Guillestrois et du Queyras | 51,29            | 2 286 (2022)                      | 45                 | modifier les données · modifier les données |
| Abriès-Ristolas                    | 05001      | CC du Guillestrois et du Queyras | 159,31           | 379 (2022)                        | 2,4                | modifier les données · modifier les données |
| Aiguilles                          | 05003      | CC du Guillestrois et du Queyras | 40,16            | 374 (2022)                        | 9,3                | modifier les données · modifier les données |
| Arvieux                            | 05007      | CC du Guillestrois et du Queyras | 72,62            | 343 (2022)                        | 4,7                | modifier les données · modifier les données |
| Ceillac                            | 05026      | CC du Guillestrois et du Queyras | 96,05            | 271 (2022)                        | 2,8                | modifier les données · modifier les données |
| Château-Ville-Vieille              | 05038      | CC du Guillestrois et du Queyras | 66,90            | 300 (2022)                        | 4,5                | modifier les données · modifier les données |
| Eygliers                           | 05052      | CC du Guillestrois et du Queyras | 30,04            | 845 (2022)                        | 28                 | modifier les données · modifier les données |
| Molines-en-Queyras                 | 05077      | CC du Guillestrois et du Queyras | 53,62            | 307 (2022)                        | 5,7                | modifier les données · modifier les données |
| Mont-Dauphin                       | 05082      | CC du Guillestrois et du Queyras | 0,58             | 169 (2022)                        | 291                | modifier les données · modifier les données |
| Réotier                            | 05116      | CC du Guillestrois et du Queyras | 22,33            | 213 (2022)                        | 9,5                | modifier les données · modifier les données |
| Risoul                             | 05119      | CC du Guillestrois et du Queyras | 30,34            | 663 (2022)                        | 22                 | modifier les données · modifier les données |
| Saint-Clément-sur-Durance          | 05134      | CC du Guillestrois et du Queyras | 25,06            | 332 (2022)                        | 13                 | modifier les données · modifier les données |
| Saint-Crépin                       | 05136      | CC du Guillestrois et du Queyras | 46,30            | 716 (2022)                        | 15                 | modifier les données · modifier les données |
| Saint-Véran                        | 05157      | CC du Guillestrois et du Queyras | 44,75            | 165 (2022)                        | 3,7                | modifier les données · modifier les données |
| Vars                               | 05177      | CC du Guillestrois et du Queyras | 92,20            | 592 (2022)                        | 6,4                | modifier les données · modifier les données |
| Canton de Guillestre               | 0510       |                                  | 831,55           | 7 955 (2022)                      | 9,6                | modifier les données                        |

## Démographie

### Démographie avant 2015
| 1962  | 1968  | 1975  | 1982  | 1990  | 1999  | 2006  | 2011  | 2012  |
| ----- | ----- | ----- | ----- | ----- | ----- | ----- | ----- | ----- |
| 3 585 | 3 672 | 3 995 | 4 998 | 5 285 | 5 461 | 5 676 | 6 029 | 6 092 |

### Démographie depuis 2015
En 2022, le canton comptait 7 955 habitants, en évolution de −0,4 % par rapport à 2016 (Hautes-Alpes : +0,4 %, France hors Mayotte : +2,11 %).
| 2013  | 2018  | 2022  |
| ----- | ----- | ----- |
| 8 184 | 8 031 | 7 955 |